# 4-Chlor-3-methylphenol
4-Chlor-3-methylphenol (oft auch nur Chlorkresol) ist eine chemische Verbindung, die zur Gruppe Chlormethylphenole gehört und hauptsächlich als Desinfektions- und Konservierungsmittel eingesetzt wird.

## Chemische Eigenschaften
4-Chlor-3-methylphenol ist ein chloriertes Kresol (oder Methylphenol) und gehört damit in die Gruppe der Chlormethylphenole. Es ist damit wiederum ein Phenol-Derivat.

## Antiseptische Wirkung
4-Chlor-3-methylphenol hat ein breites mikrobiostatisches und mikrobiozides Wirkspektrum. Mikrobioastatisch wirkt es zum Beispiel auf Staphylococcus aureus, Escherichia coli, Pseudomonas aeruginosa, Candida albicans und Aspergillus Niger. Es hat auch eine Hemmwirkung gegen Bakteriensporen und Viren.

## Hautverträglichkeit
4-Chlor-3-methylphenol wird als „gut hautverträglich“ beschrieben. Es ist ein schwaches Allergen und besitzt geringe akute Toxizität. Es gibt keine Hinweise auf Mutagenität.

## Verwendung
4-Chlor-3-methylphenol findet trotz seiner sensibilisierenden Eigenschaften (allergieauslösend) als Desinfektionsmittel vielfältige Anwendung. Zusammen mit anderen phenolischen Wirkstoffen kommt es in Präparaten zur hygienischen Händedesinfektion vor. In pharmazeutischen Produkten und Kosmetika dient es als Konservierungsstoff.
Bei der Konservierung von Leder wird es als Ersatz für das seit 1989 verbotene Pentachlorphenol verwendet. Es kann aber auch in Textilien, Leim, Farben, Klebstoffen und Tinten vorkommen. Weiterhin dient es als Zwischenprodukt zur Herstellung von Herbiziden.
In der Medizin wird es auch bei tumorbedingten Schmerzen zur Neurolyse im Wirbelsäulenbereich eingesetzt.

## Sicherheitshinweise
PCMC ist Haut- bzw. schleimhautreizend und sensibilisierend (allergische Kontaktdermatitis). Beim Verbrennen können stark giftige Substanzen (Phosgen) entstehen.